# Samuel Rettig
Abraham Samuel Rettig – polski aktor teatralny i filmowy żydowskiego pochodzenia. W latach 1959–1969 aktor Teatru Żydowskiego w Warszawie. 
Abraham Samuel Rettig, śpiewak operowy (bas-baryton), aktor, kantor. Urodził się 2 marca 1919 roku w Jaworowie na Ukrainie, zaczął karierę solową z Filharmonii Lwowskiej. Później śpiewał w teatrach operowych w Charkowie, Kijowie i Ałma-Acie. 
Od 1959 roku mieszkał w Warszawie i grał w Teatrze Żydowskim Idy Kamińskiej, uczestniczył w koncercie Filharmonii Narodowej, z którą koncertował z powodzeniem w Europie Zachodniej i Wschodniej oraz w Izraelu.
W 1969 po antysemickiej nagonce, będącej następstwem wydarzeń marcowych, wyemigrował z Polski. Przeniósł się do Berlina Zachodniego aż do śmierci był kantorem w ortodoksyjnej synagodze Fraenkelufer w dzielnice  Kreuzberg w Berlinie. Abraham Samuel Rettig zmarł 8 stycznia 1983 w Berlinie Zachodnim i został pochowany na cmentarzu żydowskim w Spandau.

## Kariera
| Aktor teatralny - 1967: Matka Courage i jej dzieci - 1966: Sure Szejndł - 1965: Urodziłem się w Odessie - 1965: Pusta karczma - 1964: Wielka wygrana - 1962: Pieśń ujdzie cało - 1962: Bar-Kochba - 1961: Samotny statek - 1960: Trzynaście beczek dukatów - 1960: Strach i nędza III Rzeszy - 1959: Zielone pola | Aktor filmowy - 1960: Rzeczywistość |